# 柵丹駅
柵丹駅（さくたんえき）は、樺太元泊郡知取町に存在した鉄道省樺太東線の駅。
樺太には名好郡西柵丹村が存在したが柵丹駅周辺は東柵丹と呼ばれていた。

## 歴史
- 1930年（昭和5年）11月3日 - 樺太鉄道知取駅 - 南新問駅間(32.5km)延伸開業により設置。
- 1941年（昭和16年）4月1日 - 樺太鉄道の国有化により、樺太庁鉄道東海岸線の駅となる。
- 1943年（昭和18年）4月1日 - 南樺太の内地化にともない、鉄道省（国有鉄道）に編入。
- 1945年（昭和20年）8月 - ソ連軍が南樺太へ侵攻、占領し、駅も含め全線がソ連軍に接収される。
- 1946年（昭和21年）
  - 2月1日 - 日本の国有鉄道の駅としては、書類上廃止。
  - 4月1日 - ソ連国鉄に編入。ロシア語駅名は「トゥマノヴォ・サハリンスコエ」。

## 駅名の由来
当駅の所在する地名からであり、地名はアイヌ語の「サク・コタン」（夏の村）による。

## 運行状況
（1944年当時） 
- 1945年現在、鉄道は上り元泊駅行き2本と白浦駅行きと大泊駅行きと大泊港駅行き各1本であった。下りは敷香駅行きが4本と上敷香駅行きが1本であった。

現在はポロナイスク駅、チーハヤ駅発着の1往復、ユジノサハリンスク駅、ノグリキ駅発着の特急1往復のみ停車する。

## 隣の駅
鉄道省樺太鉄道局
樺太東線
知取駅 - 柵丹駅 - 大鵜取駅